# 우에노촌 (도치기현)
우에노촌(植野村)은 도치기현의 남서부, 아소군에 속했던 촌이다. 군마현과 인접하고 있다.

## 역사
- 1889년 4월 1일 - 정촌제 시행에 의해 아소군 우에노촌이 성립하였다.
- 1943년 4월 1일 - 사노정, 이누부시정, 호리고메정, 우에노촌, 사카이촌, 하타가와촌이 합병해 사노시가 되었다.

## 교통

### 철도
- 도부 철도
  - 사노 선